# سباستيان كواتيس
سباستيان كواتيس نيون (بالإسبانية: Sebastián Coates) ، من مواليد 7 أكتوبر 1990 في سالتو في الأوروغواي، لاعب كرة قدم أوروغوياني ويلعب حالياً مع نادي سبورتينغ لشبونة منذ 2017.

## روابط خارجية
- سباستيان كواتيس على موقع الاتحاد الدولي (مؤرشف)  (الإنجليزية)
- سباستيان كواتيس على موقع الاتحاد الأوربي (الإنجليزية)
- سباستيان كواتيس على موقع إي إس بي إن إف سي (الإنجليزية)
- سباستيان كواتيس على موقع قاعدة بيانات كرة القدم.إي يو (الإنجليزية)
- سباستيان كواتيس على موقع ناشيونال فوتبول تيمز (الإنجليزية)
- سباستيان كواتيس على موقع Soccerbase.com (لاعب) (الإنجليزية)
- سباستيان كواتيس على موقع Soccerway.com (الإنجليزية)
- سباستيان كواتيس على موقع عالم كرة القدم.نت (الإنجليزية)
- سباستيان كواتيس على موقع أوليمبيديا (الإنجليزية)